# اچیزن، فوکوئی (شهر)
اچیزن، فوکویی (شهر) (به لاتین: Echizen, Fukui (town)) یک منطقهٔ مسکونی در ژاپن است که در استان فوکوئی واقع شده‌است.

## خصوصیات
اچیزن ۲۴٬۴۹۵ نفر جمعیت دارد.